# Blue Orchid
«Blue Orchid» (en español: «Orquídea azul») es una canción de la banda estadounidense de rock The White Stripes. Fue grabada en marzo de 2005 y publicada como primer sencillo de su quinto álbum Get Behind Me Satan, del cual también es la primera canción.
En una entrevista con National Public Radio, Jack White se refirió a «Blue Orchid» como la canción que salvó al álbum.
En el video musical de la canción actuó la modelo Karen Elson, con quien Jack se casaría en junio de 2005 y se divorciaría seis años después.
La canción es interpretable en el videojuego Guitar Hero 5.